# Fjälltrav
Fjälltrav (Arabis alpina) är en ört i familjen korsblommiga växter som växer i bergsområden i Europa, norra Afrika, centrala- och östra Asien och delar av Nordamerika. Den växer på grusig eller stenig mark, gärna kalkhaltig, till exempel längs bäckar. 
Den blir upp till 40 cm hög, med en tät blomklase högst upp. Blommorna är vita, har 5 kronblad och är 7-8 mm breda. Rosettbladen är långa med tydliga tänder och klart urskiljbart skaft, medan de blad som sitter uppe på stammen saknar skaft och är stjälkomslutande. 